# José Machado Coelho de Castro
José Machado Coelho de Castro (Lorena, 20 de novembro de 1887 — Rio de Janeiro, 17 de maio de 1975) foi um político brasileiro. Exerceu o mandato de deputado federal constituinte por São Paulo em 1946. Suplente convocado no lugar de Carlos Cirilo Júnior (partícipe de Conferência de Paz realizada na capital francesa entre 29 de julho e 15 de outubro daquele ano, que resultou na assinatura do Tratado de Paris), foi efetivado após a morte de Lopes Ferraz.